# يوبي سوفت بوخارست
يوبي سوفت بوخارست (بالإنجليزية: Ubisoft Bucharest)‏ كانت تعرف سابقًا باسم يوبي سوفت رومانيا (بالإنجليزية: Ubisoft Romania)‏، هي شركة تطوير ألعاب فيديو رومانية، تأسست عام 1992 ويقع مقرها في بوخارست. من أشهر ألعابها تشيس ماستر.

## من ألعابها
- توم كلانسي هوكس
- واتش دوغز
- تشيس ماستر